# Leucobryum angustum
Leucobryum angustum är en bladmossart som beskrevs av Georg Ernst Ludwig Hampe 1870. Leucobryum angustum ingår i släktet Leucobryum och familjen Dicranaceae. Inga underarter finns listade i Catalogue of Life.